# Otoe (Nebraska)
Otoe je selo u američkoj saveznoj državi Nebraska. Prema popisu stanovništva iz 2010. u njemu je živjelo 171 stanovnika.